# Якубко, Мартин
Ма́ртин Я́кубко (словац. Martin Jakubko; 26 февраля 1980, Прешов) — словацкий футболист, нападающий. Выступал за сборную Словакии.

## Карьера

### Клубная
В 2006 году Мартин приехал в Россию и подписал контракт с раменским «Сатурном». Дебютировал 19 марта в матче против «Зенита». Первый гол забил 8 апреля в ворота «Шинника».
Летом 2008 года подписал контракт с «Химками» и уже 13 июля дебютировал опять же в матче против «Зенита». В январе 2009 года перешёл в «Москву», но из-за ликвидации клуба через год перешёл на правах свободного агента в «Сатурн». 17 августа 2010 года подписал трёхлетний контракт с московским «Динамо». Через полгода Мартин и «Динамо» расторгли контракт. За досрочный разрыв контракта Якубко получил от клуба компенсацию.
В феврале 2012 года вернулся в Россию, перейдя в «Амкар». Дебютный матч за пермяков Мартин провёл в 33 туре против «Крыльев Советов», а первый гол — в 36 туре в ворота «Краснодара» (1:0), который оказался его первым за последние 30 матчей в Премьер-Лиге. Второй мяч Мартин отправил 22 сентября в ворота московского «Динамо», подкараулив ошибку Романа Березовского. В матче 11 тура против «Рубина» получил перелом челюсти после удара коленом от Сесара Наваса, однако фол не был зафиксирован. Георгии Пеев в послематчевом интервью сказал, что «Амкар» собирается подать жалобу в КДК с просьбой о дисквалификации испанца.
17 июня 2015 года перешёл на правах свободного агента в словацкий «Ружомберок», контракт рассчитан до конца сезона 2015/16.
В 2016 году завершил игровую карьеру.

#### Статистика
| Сезон   | Команда | Игры | Голы |
| ------- | ------- | ---- | ---- |
| 1999/00 | Татран  | 1    | 0    |
| 2000/01 | Татран  | 19   | 0    |
| 2001/02 | Татран  | 3    | 0    |
| 2002/03 | Татран  | 0    | 0    |
| 2003/04 | Татран  | 0    | 0    |
| 2003/04 | Дукла   | 18   | 10   |
| 2004/05 | Дукла   | 32   | 14   |
| 2005/06 | Дукла   | 8    | 1    |
| 2006    | Сатурн  | 14   | 2    |
| 2007    | Сатурн  | 4    | 0    |
| 2008    | Сатурн  | 7    | 2    |
| 2008    | Химки   | 15   | 2    |
| 2009    | Москва  | 23   | 8    |
| 2010    | Сатурн  | 12   | 0    |
| 2010    | Динамо  | 11   | 0    |
| 2010/11 | Дукла   | 11   | 3    |
| 2011/12 | Дукла   | 17   | 10   |
| 2011/12 | Амкар   | 10   | 1    |
| 2012/13 | Амкар   | 21   | 4    |
| 2013/14 | Амкар   | 7    | 4    |

### В сборной
Участник чемпионата мира 2010 года в составе сборной Словакии. За время турнира Мартин сыграл лишь 6 минут, выйдя на замену в матче 1/8 финала с Нидерландами. Тем не менее, нападающий успел заработать пенальти, успешнно реализованный Робертом Виттеком.
С тех пор Якубко более двух лет не вызывался в сборную, пока не получил приглашение на товарищеский матч против Дании в августе 2012 года. В том матче Мартин забил гол, выйдя на замену.

#### Международные голы
| №  | Дата             | Стадион                               | Соперник    | Счет  | Итог  | Статус матча            |
| -- | ---------------- | ------------------------------------- | ----------- | ----- | ----- | ----------------------- |
| 1. | 7 февраля 2007   | «Мунисипаль де Шапин», Херес, Испания | Польша      | 1 : 0 | 2 : 2 | Товарищеский матч       |
| 2. | 24 марта 2007    | «ГСП», Никосия, Кипр                  | Кипр        | 3 : 1 | 3 : 1 | Отборочный матч ЧЕ 2008 |
| 3. | 10 сентября 2008 | «Людски врт», Марибор, Словения       | Словения    | 1 : 2 | 1 : 2 | Отборочный матч ЧМ 2010 |
| 4. | 6 июня 2009      | «Тегельне поле», Братислава, Словакия | Сан-Марино  | 6 : 0 | 7 : 0 | Отборочный матч ЧМ 2010 |
| 5. | 15 августа 2012  | «ТРЕ-ФОР Парк», Оденсе, Дания         | Дания       | 1 : 1 | 3 : 1 | Товарищеский матч       |
| 6. | 11 сентября 2012 | «Пасиенки», Братислава, Словакия      | Лихтенштейн | 2 : 0 | 2 : 0 | Отборочный матч ЧМ 2014 |
| 7. | 23 марта 2013    | «Под Дубнём», Жилина, Словакия        | Литва       | 1 : 1 | 1 : 1 | Отборочный матч ЧМ 2014 |
| 8. | 15 октября 2013  | «Сконто», Рига, Латвия                | Латвия      | 1 : 0 | 2 : 2 | Отборочный матч ЧМ 2014 |
| 9. | 5 марта 2014     | «Нетания», Нетания, Израиль           | Израиль     | 1 : 0 | 3 : 1 | Товарищеский матч       |